# Балтайський район
Балтайський район (рос. Балтайский район) — муніципальне утворення в Саратовській області. Адміністративний центр району — село Балтай. Населення району — 11 500 осіб.

## Географія
Розташований в північній частині Правобережжя області, на Приволзькій височині. Пересічений рельєф, озера і значна лісистість району створюють привабливі пейзажі.
Балтайський муніципальний район займає територію — 1,2 тис. км² в північній частині Саратовського Правобережжя. Район межує з Пензенською і Ульяновською областями на півночі і Базарно-Карабулацьким і Вольським районами Саратовської області на заході і сході відповідно. Адміністративний центр району — село Балтай, розташоване в його центральній частині на р. Алай за 135 км від м Саратова.

## Населення
Чисельність населення Балтайского муніципального району — 12,7 тис. чол. і за цим показником район посідає передостаннє місце, так само як і по території (1,3% від площі області), серед муніципальних районів Саратовської області.
Щільність населення в Балтайському муніципальному районі майже в 2,5 рази нижче, ніж в середньому по області, що у першу чергу зумовлено значним переважанням сільського населення.

## Історія
Багаті природні умови території, на якій розміщується Балтайський район, з найдавніших часів привертали увагу для поселення людей. Результати кількох археологічних експедицій, розвідок і розкопок, проведених в районі, доводять, що люди жили тут вже у другому тисячолітті до нашої ери в епоху середньої бронзи. Велика кількість пам'яток археології — поселення і поховання (кургани) цього періоду розташовані на території району. В районному музеї зберігаються бронзовий ніж, безліч осколків кераміки і 18 глиняних посудин, піднятих під час розкопок з поховань в курганного насипу біля села Алай в 1999 році.
Не пустувала територія району і в більш ранній період часу, й протягом наступних століть-тисячоліть. Доказом служать знахідки знарядь праці, зброї та предметів побуту древніх людей, це дає можливість припускати, що жили тут люди і в епоху раннього заліза та, наприклад, в середньовіччі. До прикладу, два мечі-акінаки були в різний час знайдені біля сіл Журавлиха і Пілюгіна, а це означає, що сармати, котрі жили в VII століття до н. е. — IV століття н. е., тут бували.
Цікавий матеріал епохи середньовіччя, точніше часів Золотої Орди, був знайдений під час експедицій в 2001–2003 рр. при розкопках золотоординського мавзолею. Цей мавзолей, споруджений для поховання представників багатої родини, був розташований на лівому березі річки Кочелай, а на правому березі знаходилося поселення. Дослідження місця поселення показало, що люди жили тут протягом кількох історичних епох. В поселенні була знайдена кераміка епохи бронзи (II тисячоліття до н. е.), заліза (перша половина I тисячоліття н. е.), середньовіччя (IV–XIII століття н. е.), швидше за все це були татаро-монгольські кочівники пізнього середньовіччя, періоду заселення території слов'янами.
Саме в середньовіччі були засновані багато сіл, місце розташування яких залишається постійним станом на 21 сторіччя. Багато назв сіл, річок, і ділянок місцевості в районі мають тюркське походження: Алай, Кочелай, Донгуз, Балтай та інші, засновниками яких були татари. Імовірно також, що народи мордовської національності, в основному ерзя, оселилися на території району в першій половині XVII століття. За легендою 3 брати — Резай, Сарай і Осан, першими прийшли сюди і заснували 3 села: Резайкіно, Сарайкин і Осановка. Ці мордовські села існують і понині. Село Резайкіно відноситься до Базарно-Карабулацького району. Великороси почали заселяти територію району приблизно в кінці XVII століття. Більшість російських поселень з'явилося на початку XVIII століття. Район утворений 23 липня 1928 року в складі Вольського округу Нижньо-Волзького краю. До його складу увійшла територія колишньої Балтайської волості Вольського повіту Саратовської губернії.
З 1934 року район в складі Саратовського краю, з 1936 року — в складі Саратовської області.

## Економіка
Район сільськогосподарський, тут виробляється зерно, соняшник, різноманітна тваринницька продукція. Є лікеро-горілчаний і сироробний заводи.

## Пам'ятки
Пам'ятками району є пам'ятники історії та культури: садиба графа Нессельрода в селі Царівщина, Храм Покрова Божої Матері в селі Балтай, церква і парк в селі Всеволодчіно, храм архістратига Божого Архангела Михаїла в селі Донгуз, храм в ім'я Дмитра Донського в селі Столипіно. Природний пам'ятник — гора Шихан поблизу села Великі Озерки.